# Conrado Rolando
Conrado Julio Francisco Rolando Queirolo (ur. 4 sierpnia 1904 w Montevideo, zm. 17 czerwca 1970 tamże) – urugwajski szermierz.
Uczestniczył w Letnich Igrzyskach Olimpijskich, w 1924 roku, odpadając w eliminacjach. Brat olimpijczyka Jorge Rolando